# Tarzan's Quest
Tarzan's Quest è un romanzo del 1936 scritto da Edgar Rice Burroughs, diciannovesimo del suo Ciclo di Tarzan. È inedito in italiano.

## Trama
La moglie di Tarzan, Jane Porter (nuovamente apparsa per la prima volta da Tarzan e gli uomini formica e qui proposta nella sua ultima apparizione come personaggio principale della serie), viene coinvolta nella ricerca di una sanguinaria tribù perduta che sembra possedere una droga volta ad assicurare l'immortalità. 
Nel contempo Tarzan, la sua compagna scimmia Nkima, il capo Muviro e i suoi fedeli guerrieri Waziri appaiono coinvolti nella ricerca della figlia perduta di Muviro, Buira.

## Adattamento a fumetti
Il libro è stato adattato a fumetti nella serie edita dalla Gold Key Comics nei numeri 188-189, datati agosto-settembre 1970.

## Copyright
Il copyright per questa storia è scaduto in Australia, e per questa ragione è ora lì di pubblico dominio. Il testo è disponibile attraverso il Progetto Gutenberg.